# Vel (micologia)

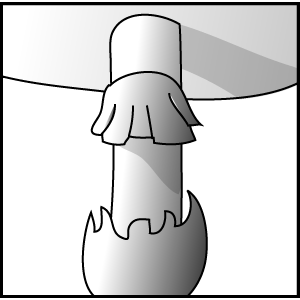
Diagrama d'un vel de basidiomicet amb anell i volva

El vel en micologia, és una de les diverses estructures de què disposen els fongs, concretament és la membrana prima que cobreix el capell i la tija en els fongs immadurs.
Com cada teixit del fong, exceptueant-ne l'himeni, el vel està compost de teixit hifal estèril. En molts casos l'himeni fèrtil s'estén pel dessota del vel en alguna llargada.
L'avantatge del vel, des d'un punt de vista evolutiu, es considera que està lligat a la dispersió de les espores; un vel permet alliberar més fàcilment les espores al vent o sobre animals que hi passin. Malgrat això molts fongs no tenen vel com per exemple els fongs amb "copa", els fongs amb "esfera", amb "estel", alguns de la família Polyporaceae, els fongs gelatinosos, etc.

## Tipus de vel
Els vels poden ser classificatrs en dues categories:
- Vel universal o vel general
- Vel parcial

### Vel universal
Embolcalla completament el fong en l'estat primordial i quan es desenvolupa el carpòfor, s'esquinça deixant residus més o menys visibles i persistents com és la volva, l'anell i la cortina.

### Vel parcial
El vel parcial és un teixit que té funcions protectores de l'himenòfor en moltes espècies d'Agaricales.
A l'estadi primordial i a l'inici del desenvolupament del carpòfor es troba sota el capell, entre el peu i el seu marge. Quan madura s'esquinça i forma l'anell descendent que no s'ha de confondre amb l'anell ínfero-ascendent que deriva del vel universal.
En alguns casos, com per exemple en Agaricus bitorquis o Catathelasma imperialis, hi són presentes els residus dels dos anells citats i hi ha un doble anell.

## Característiques
Sovint la presència o no de vel és necessària per classificar un bolet, algunes característiques distintives són:
1. Estructura (fibrosa, fràgil, coriàcia, etc.)
2. Restes de vel parcial.
3. Fusió a la base del fong.
4. Dimensió i forma.
5. Extensió sota terra del vel en una mena de rizoma.

Per una classificació més exacta no s'ha de tallar el bolet arran de terra sinó arrencar-lo sencer.